# Phraortes liaoningensis
Phraortes liaoningensis är en insektsart som beskrevs av Chen, S.C. och Yun He He 1991. Phraortes liaoningensis ingår i släktet Phraortes och familjen Phasmatidae. Inga underarter finns listade i Catalogue of Life.